# Зеегайм-Югенгайм
Зеегайм-Югенгайм (нім. Seeheim-Jugenheim) — громада в Німеччині, знаходиться в землі Гессен. Підпорядковується адміністративному округу Дармштадт. Входить до складу району Дармштадт-Дібург.
Площа — 28 км2. Населення становить 16 471 ос. (станом на 31 грудня 2020).